# Eurofobia

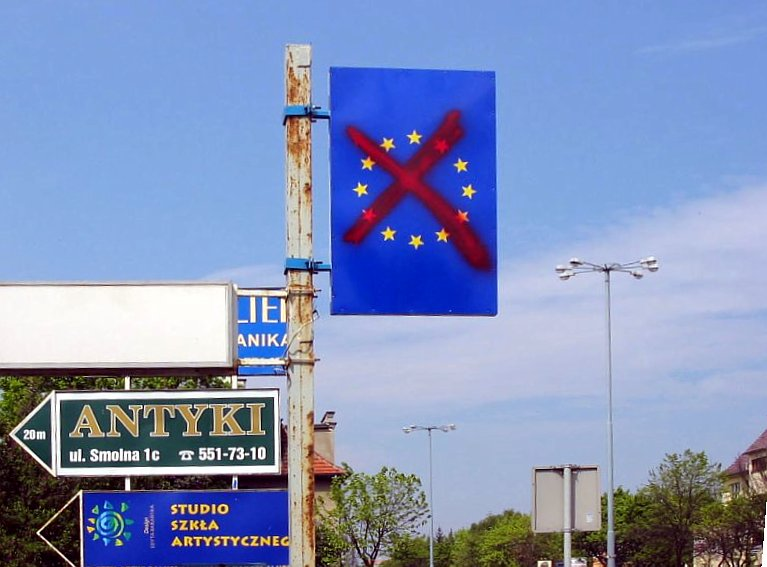
Cartel del logo de la Unión Europea con una equis, representando el antieuropeísmo.

Antieuropeísmo o eurofobia son términos políticos utilizados en varios contextos. Incluye sentimiento u oposición política en contra de Europa. 
En el contexto de la política racial o etnonacionalista, puede ser que se refiera a la cultura o al pueblo europeo. En la taquigrafía de Europhobia (un uso británico, que se refiere a la Unión Europea o a la integración europea), puede aludir al euroescepticismo, es decir, la crítica de las políticas de los gobiernos europeos o de la Unión Europea. En el contexto de la política exterior de Estados Unidos, puede referirse a la división geopolítica entre las relaciones «transatlánticas», «transpacíficas» y «hemisféricas» (panamericanas). 
Los términos también pueden referirse de forma variada en el contexto de la crítica a diversos comportamientos, generalmente históricos. Dichos sentimientos se consideran colonialistas, imperialistas o genocidas, como estereotipo negativo y prejuicio asociado a Europa. 

## Uso británico
Europhobia se usa para referirse a actitudes británicas hacia el continente, ya sea en el contexto del sentimiento antialemán o del anticatolicismo, o más recientemente, del euroescepticismo en el Reino Unido.

## Uso en Estados Unidos
El excepcionalismo estadounidense ha llevado a criticar durante mucho tiempo la política interior (como el tamaño del estado del bienestar en los países europeos) y la política exterior europea (como la negativa de apoyo a la invasión de Irak liderada por Estados Unidos en 2003). Ya existía una división ideológica entre un emergente entre un sentimiento francófobo y antieuropeo por John Adams, Alexander Hamilton y sus compañeros federalistas; y la admiración de los elegantes y clásicos europeos por Thomas Jefferson y otros demócratas-republicanos que instaban a estrechar lazos.